# Stonehenge

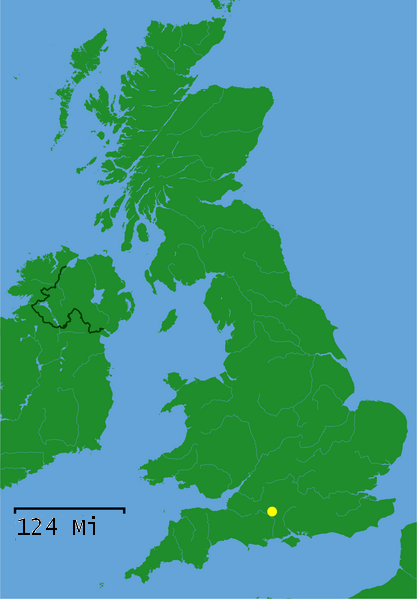
Poloha Stonehenge

Okolí Stonehenge zahrnuje více památek. Jednou je The Cursus, který spolu se Stonehenge vymezuje rovnodennosti. Další památkou jsou například Durrington Walls.

Stonehenge je komplex menhirů a kamenných kruhů, nacházející se na Salisburské pláni asi 13 km severně od městečka Salisbury a 3 km od města Amesbury. Je to nejstarší známý kalendář.

## Původ názvu

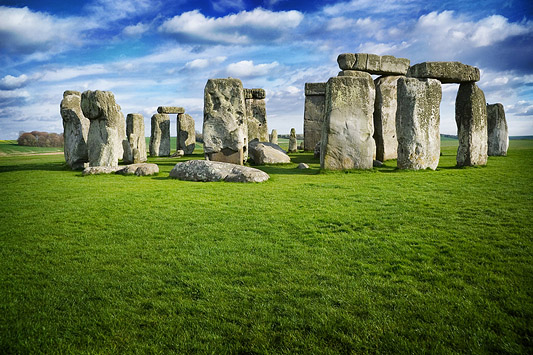
pohled na Stonehenge: 2009

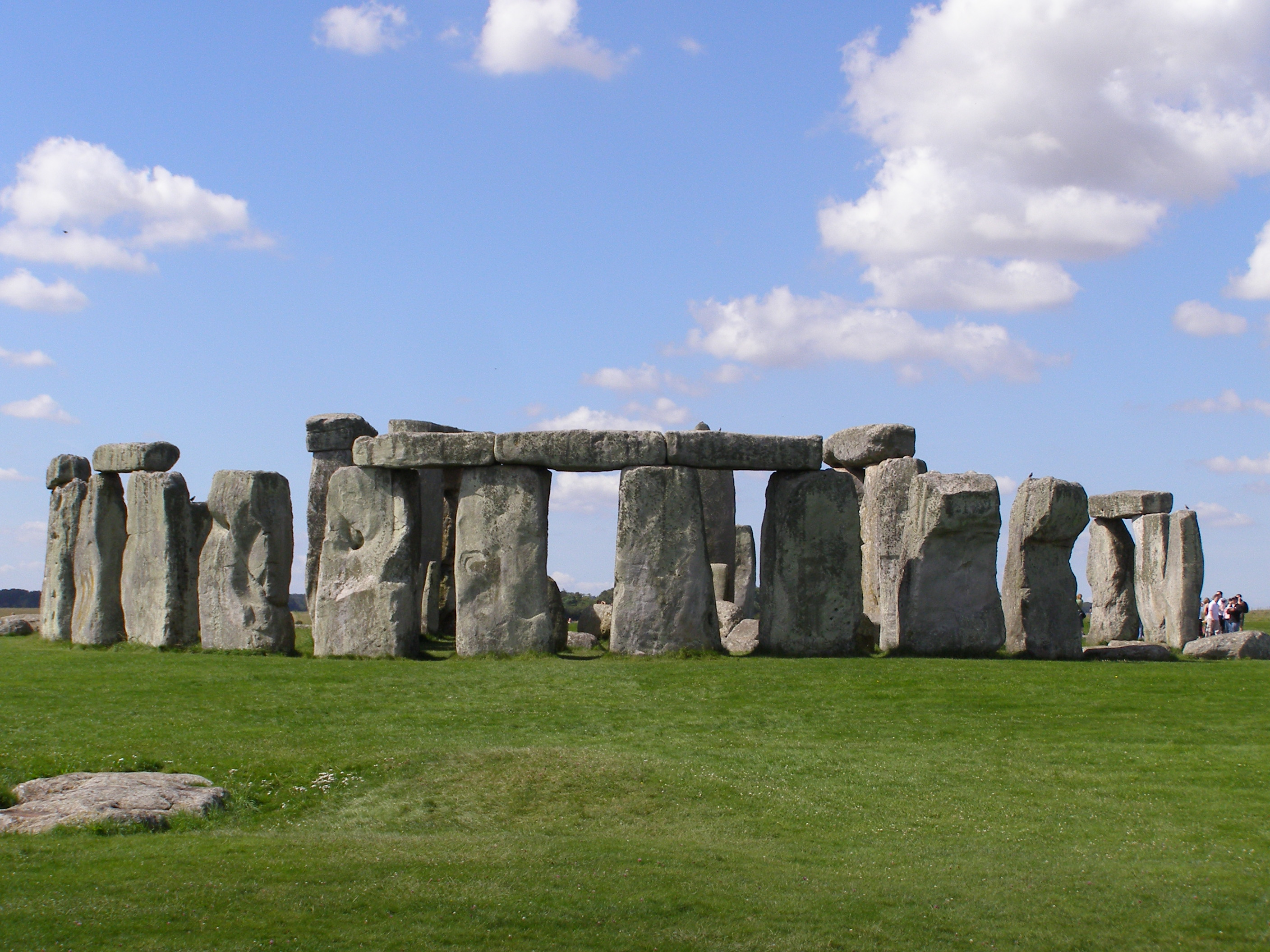
jiný pohled na Stonehenge

Název „Stonehenge“ zřejmě pochází ze staré angličtiny, ale není známo, co přesně znamená. Existují dvě hlavní teorie,[zdroj⁠?!] které se liší pouze v druhé polovině názvu. Obě teorie tvrdí, že první polovina názvu „Stone“ (ve staroangličtině „stān“) znamená „kámen“. První z těchto teorií však říká, že druhá polovina názvu, staroanglické slovo „hencg“, znamená „henge“, tedy v překladu „šibenice“. Druhá tvrdí, že toto slovo (tentokrát „hinge“) znamená „zavěšený“. Není tedy jasné, jestli je pravým názvem „Kamenná šibenice“ nebo „Zavěšený kámen“.
V dnešní angličtině se slovo „henge“ překládá jako příkop a za ním val. Tímto systémem „zabezpečení“ bývala stavba Stonehenge dokola obehnána. Příkop a za ním val můžeme vidět například i kolem megalitického kruhu v Avebury.

## Lokalita
Archeologický výzkum v roce 2008 odhalil, že na místě již 7 tisíc let př. n. l. žili sběrači a lovci, kteří si tu stavěli i dřevěné stavby.l Od doby 1500 let př. n. l. se okolí Stonehenge využívalo pouze zemědělsky.

## Stavba Stonehenge
Nejslavnější a zároveň menší je kruh o průměru 116 m (380 stop), šířky 2,5 m a výšky 0,6-0,9 m. Z vnější strany je kruh tvořený příkopem a z vnitřní strany valem; byl vybudován okolo roku 3100 př. n. l. Příkop byl hluboký od 1,4-2,1 m a šířka se pohybovala v rozmezí 10–20 m. Na dně příkopu byly nalezeny fragmenty nádob, kosti zvěře a skotu.
Nejstarší – doleritový – kamenný kruh byl vztyčen kolem roku 2300 př. n. l. (do roku 2008 uváděno „2600 př. n. l.“).
Přibližně mezi lety 2100 a 1900 př. n. l. (do roku 2008 uváděno „mezi lety 2600 a 2400 př. n. l.“) byly vztyčeny kamenné bloky, které jsou veřejnosti nejznámější. Jedná se zejména o kruh o průměru 33 m (který byl postaven dříve než kruh vnější). V době vzniku byl patrně tvořen 30 svislými „sloupy“, na kterých spočívalo 30 vodorovných překladů. Uvnitř tohoto kruhu bylo patrně 5 trilitonů (2 svislé kameny jako sloupy, na kterých spočívá jeden vodorovný jako překlad) rozestavěných do tvaru podkovy, která se otevírala na severovýchod. Tato podkova měla asi 14 m v průměru; jednotlivé kameny, kterými jsou trilitony tvořeny, váží každý okolo 50 tun. Od léta 2014 se jeví, že tato podkova v minulosti tvořila úplný kruh.

## Funkce
Stonehenge je největším britským monumentem a nejznámějším pozůstatkem doby bronzové. Léta byl považován za chrám Slunce, astronomický kalendář nebo za svatyni mrtvých předků. Teorií existuje řada, včetně té, že Stonehenge byl místem pro uctívání druidů, což jsou keltští kněží. Podle vědců je ale smysluplnější předpokládat, že spíš než místo pro uctívání, pozorování přírodních úkazů či léčení neduhů měl tento monument sloužit jako stavba pro setkávání lidí. (Pearson 2012)
Radiokarbonové datování vyloučilo, že se stavbou mají něco společného druidové, protože Keltové přišli o více než tisíc let později.
V roce 2008 byly téměř po půlstoletí povoleny vykopávky, které měly potvrdit revoluční teorii o tom, že kruhy balvanů ve Stonehenge fungovaly jako prehistorická léčebna. Bylo potvrzeno, že základem Stonehenge byly původně jen menší doleritové kameny (označované někdy také jako "modré") rozestavěné v kruhu. Teprve později přibyl vnitřní i vnější sloupový kruh s překlady z mohutnějších kamenů z odlišného materiálu. Doleritové kameny byly dopraveny z Carn Menyn, kde se již v té době nacházel "zázračný" léčivý pramen. Protože lidé tehdy přičítali léčivou moc vody okolním zvláštním dioritovým skalám, vůdci nebo šamani kmene žijícího v oblasti Stonehenge se rozhodli část kamenů přemístit na významné místo svého kmene, které možná již dříve sloužilo rituálním duchovním nebo léčebným účelům. Vykopávky s vysokou pravděpodobností ukazují, že tehdejší návštěvníci (pacienti?) si kousky doleritu brali také s sebou domů jako talisman (možná jim přikládali také léčivý účinek).
Kámen není výlučný materiál na stavby typu henge. Dokladem je nedaleké a podobné woodhenge ze dřeva.
Nejde o jedinečnou stavbu (nějaké centrum větší oblasti). Na základě mapování okolí Stonehenge archeologové zjistili, že okolo Stonehenge se nacházelo nejméně 17 dalších svatyň.Stavba údajně sloužila jako kalendář, přičemž vnější kruh měl 30 kamenů reprezentující dny v měsíci. Tedy jako tehdejší egyptský kalendář. Toto tvrzení je ale zpochybňováno. Byla zde nalezena i lidská oběť. Ty se nalezly i u kruhu ze stejné doby, který se nachází v Pömmelte v Německu.

## Kalendář
Sarsenové kameny v Stonehenge udávají datum (roční období), pozici a fázi Měsíce – předpovídají úplněk, nov a zatmění. Kruh Aubreyho jam z roku 3000 př. n. l. tvoří 56 pravidelně rozložených jam na obvodu kruhu, který má průměr 87 metrů a je starší než sarsenový kruh. V jámách byly kdysi umísťovány kůly. Tento nejstarší známý kalendář by bylo možné používat i dnes. „Je to věčný kalendář, který se znova kalibruje při každém západu slunce při zimním slunovratu,“ sdělil archeolog T.Darvill z Bournemouthské univerzity.

## Zajímavosti

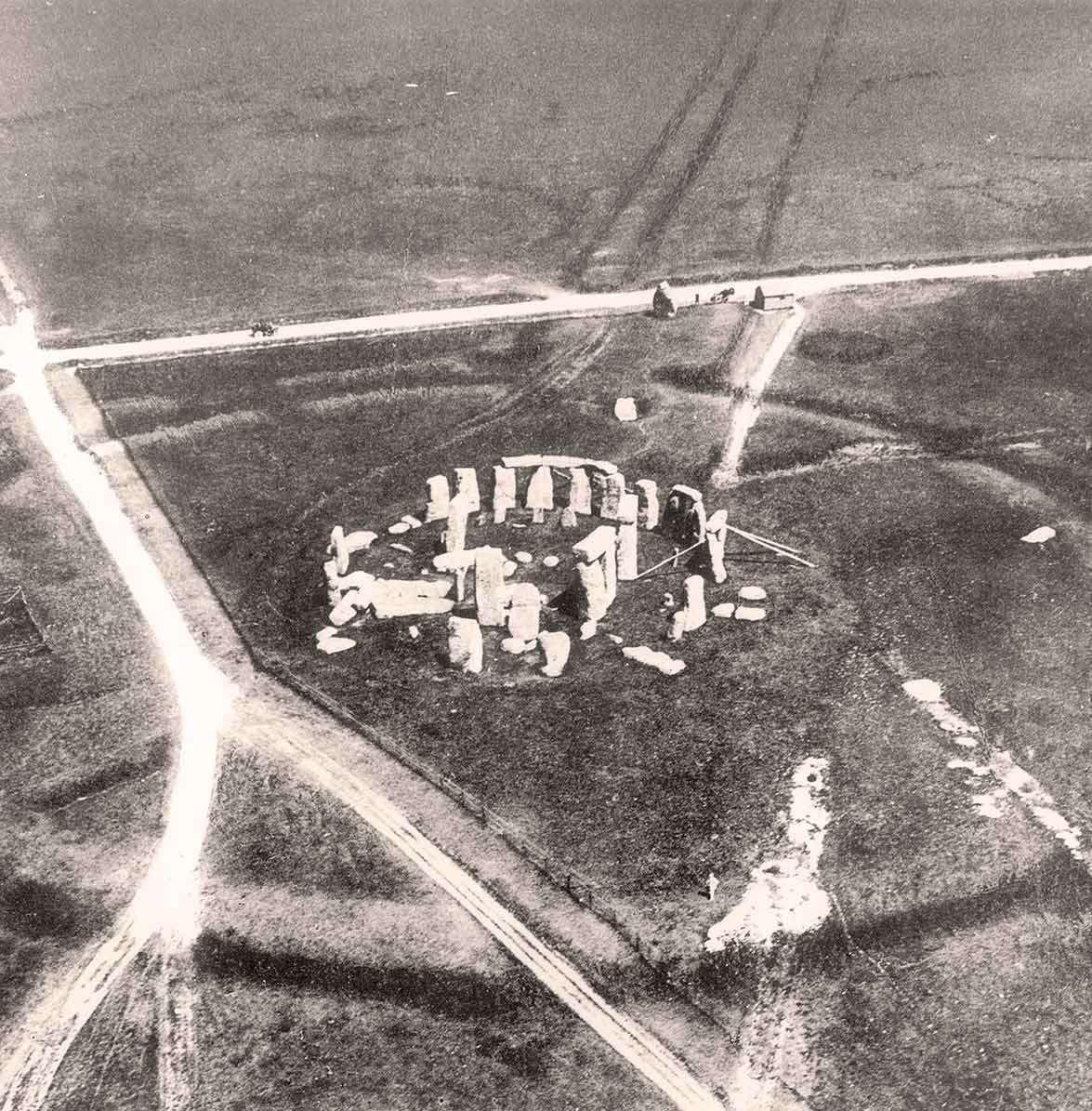
Fotografie Stonehenge z roku 1906 je nejstarší známou leteckou fotografií, zachycující porostové příznaky (fotograf Philip Henry Sharpe)

Stonehenge je první známou archeologickou památkou vyfotografovanou ze vzduchu. Snímek, pořízený při armádním cvičení v roce 1906, navíc zachytil pro leteckou archeologii typické porostové příznaky, odhalující původní přístupovou cestu do areálu i jeho obvodový příkop.
Roku 1910 Angličan Horatio Barber zkonstruoval letadlo a bylo velkým štěstím, když jeho zkušební pilot s tímto letadlem minul „Stonehenge“ a havaroval nedaleko.[zdroj⁠?!]
Větší kameny jsou v současnosti zality do betonu. Při stavbě byly kameny vsazeny do jam a utěsněny kamennou drtí. Avšak po obou světových válkách kameny následkem otřesů začaly vypadávat. Proto byli tehdejší archeologové nuceni rizikové kameny zabetonovat. I přesto však jeden z kamenů v roce 1963 spadl při velké vichřici.[zdroj⁠?!]
Při vykopávkách z roku 1920 byla pod jedním z kamenů nalezena láhev portského vína. Na štítku láhve byl vyznačen i rok a toto víno pocházelo z roku 1810.[zdroj⁠?!] Zátka však shnila a většina vína vytekla.
Dne 30. ledna 2007 archeologové objevili poblíž Stonehenge zbytek vesnice. Tento objev vyvolal spekulace o tom, že Stonehenge mohlo sloužit jako pohřebiště pro tuto vesnici. Vesnice se nacházela v Durrington Walls, ve vzdálenosti asi dvou mil od Stonehenge, a byla zde umístěna obdobná dřevěná kruhová stavba. V okolí byly také nalezeny nástroje a hroty šípů. Bylo vykopáno celkem osm domů, archeologové však věří, že jich celkem bylo alespoň 25.[zdroj⁠?!] Oznámil to archeolog Mike Parker Pearson na tiskové konferenci, kterou svolala National Geographic Society.
Stonehenge začali budovat neolitičtí zemědělci, kteří před asi 8000 lety migrovali do Evropy z Anatolie, ale asi před 4500 lety byla jejich populace nahrazená geneticky odlišnou populací lidu kultury se zvoncovitými poháry, který dokončil stavbu Stonehenge.